# Volvox
Volvox L., 1758 è un genere di alghe verdi (Clorofite) unicellulari e coloniali, in grado di formare colonie sferiche che possono essere costituite anche da 50.000 cellule. Vivono in una varietà di habitat di acqua dolce, e sono state osservate da Antoni van Leeuwenhoek nel 1700.

## Descrizione
Volvox è il più sviluppato di una serie di generi che formano colonie sferiche. Ogni colonia matura di Volvox è composta da numerose cellule biflagellate simili a Chlamydomonas, fino a 50.000 in totale, incorporate nella superficie di una sfera cava (cenobio) contenente una matrice extracellulare gelatinosa costituita da una glicoproteina.
Le cellule si muovono in modo coordinato grazie al movimento coordinato dei flagelli. Le cellule sono dotate di fotorecettori che consentono alla colonia di nuotare verso la luce.
Descrizione di una colonia di Volvox
1) Cellule biflagellate simili a Chlamydomonas
2) Colonia figlia
3) Ponti citoplasmatici
4) Gel intercellulare
5) Cellule riproduttive
6) Cellule somatiche

## Riproduzione
Una colonia asessuata comprende sia cellule (vegetative) somatiche, che non si riproducono, sia cellule riproduttive -di dimensioni maggiori- che producono nuove colonie attraverso ripetute divisioni. Le colonie figlie sono inizialmente contenute nel cenobio genitore e hanno i loro flagelli diretti verso l'interno. Più tardi, la colonia genitrice si disintegra e le colonie figlie invertono il movimento. Nella riproduzione sessuata vengono prodotti due tipi di gameti. Le varie specie di Volvox possono essere monoiche o dioiche. Le colonie maschili rilasciano numerosi microgameti, mentre nelle colonie femminili singole cellule si ingrandiscono fino a diventare uova.